# Chase YCG-14
El Chase CG-14, también conocido como G-14 o Model MS.1, fue un planeador de asalto fabricado por Chase Aircraft para las Fuerzas Aéreas del Ejército de los Estados Unidos durante la Segunda Guerra Mundial. El avión no pasó de la etapa de prototipo, siendo superado por diseños de planeadores mayores y mejorados.

## Diseño y desarrollo

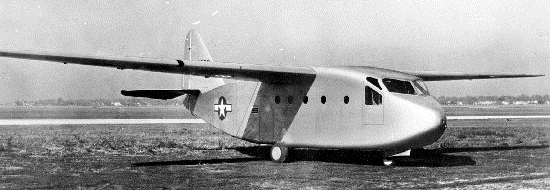
Prototipo del planeador Chase XCG-18A

Primer avión en ser producido por Chase tras su fundación en 1943, el CG-14 fue desarrollado con preferencia sobre el Laister-Kauffman CG-10. Construido a partir de caoba de grado marino, ya que la madera de abeto estaba siendo utilizada por el esfuerzo de guerra en proyectos de mayor prioridad, el XCG-14 presentaba una mejorada protección contra impactos si se comparaba con los planeadores precedentes.

## Historia operacional
El XCG-14 realizó su primer vuelo el 4 de enero de 1945, y tras varias pruebas de vuelo exitosas, el avión fue desarrollado en dos versiones mejoradas, el XCG-14A de madera y metal, y la agrandada YCG-14A.
El CG-14 fue uno de los pocos proyectos de planeadores que continuaron tras el fin de la guerra. Sin embargo, fue rápidamente superado por un avión mejorado, el XCG-18.

## Variantes
Chase MS.1
Designación de compañía para el XCG-14.
XCG-14
Primer prototipo, enteramente de madera, 16 asientos.
XCG-14A
Versión de madera y metal del XCG-14, 24 asientos.
YCG-14A/YG-14A
Prototipo de la versión de producción del XCG-14A, superado por el XCG-14B.
Chase MS.7
Designación de compañía para el XCG-14B.
XCG-14B/XG-14B
Variante agrandada y mejorada, redesignada XCG-18, dos construidos.

## Operadores
Estados Unidos
- Fuerzas Aéreas del Ejército de los Estados Unidos

## Especificaciones (XCG-14)
Referencia datos: Fighting Gliders of World War II

### Características generales
- Tripulación: Dos (piloto, copiloto)
- Capacidad: 

  - 1x camión 4x4 de 1 tonelada corta + 3 soldados o
  - 1x obús M116 + sirvientes o
  - 18 soldados completamente equipados
- Longitud: 13,1 m (42,8 ft)
- Envergadura: 21,9 m (71,8 ft)
- Altura: 2,1 m (6,8 ft)
- Superficie alar: 47,1 m² (507 ft²)
- Perfil alar: NACA 23016[8]
- Peso vacío: 1468 kg (3235,5 lb)
- Peso cargado: 3450 kg (7603,8 lb)

### Rendimiento
- Velocidad nunca excedida (Vne): 322 km/h (200 MPH; 174 kt)
- Velocidad máxima operativa (Vno): 274 km/h (170 MPH; 148 kt) (remolcado)
- Velocidad de entrada en pérdida (Vs): 97 km/h (60 MPH; 52 kt)

## Aeronaves relacionadas

### Secuencias de designación
- Secuencia CG-_ (Planeadores de Carga del USAAC/USAAF, 1941-1948): ← CG-11 - CG-12 - CG-13 - CG-14 - CG-15 - CG-16 - CG-17 →
- Secuencia G-_ (Planeadores de la USAF, 1948-1955): ← G-4 - G-10 - G-13 - G-14 - G-15 - G-18 - XG-20